# جون جيمس فوكس
جون جيمس فوكس (بالإنجليزية: John James Fox)‏ هو كاتب سيناريو بريطاني، ولد في 1980 في ليفربول في المملكة المتحدة.